# Битва на Ворскле
Битва на Во́рскле — крупное сражение на реке Ворскле, состоявшееся 12 августа 1399 года между объединённым войском Великого княжества Литовского и его русскими, польскими, немецкими и молдавскими союзниками под командованием князя Витовта совместно с татарами Тохтамыша, с одной стороны, и войсками Золотой Орды под командованием нового хана Тимур-Кутлуга и темника Едигея — с другой. Одно из крупнейших сражений XIV века в Восточной Европе. Завершилось решительной победой золотоордынцев и полным разгромом литовского войска. После поражения Великое княжество Литовское оказалось вынуждено прибегать к помощи поляков. Влияние польского короля Ягайло резко возросло, а положение Витовта пошатнулось. В итоге была заключена Виленско-Радомская уния.

## Предыстория. Планы сторон
В конце XIV века обширное государство Золотая Орда как государственно-политическое объединение кочевников и оседлых народов на территории современной России, Казахстана, Украины, части Узбекистана (Хорезм), закавказских государств (при Джанибеке был присоединён Азербайджан) переживало жесточайший кризис. Лучшие воины Орды лежали на полях битв на Кундурче и Тереке, где хан Тохтамыш потерпел поражения от войск Тимура (Тамерлана). Тимур разрушил основные города Орды, её экономика была в клочьях, людские ресурсы оскудели в результате войны и последовавшего за ней голода. Фактическая власть Орды была подорвана не только в русских землях, но и в исконных улусах кочевников.
Сохранившийся ярлык показывает, что Тохтамыш обращался к Ягайло в 1393 году. В 1396 году, потерпев очередное поражение — от ставленника Тамерлана Койричака, занявшего традиционную столицу Золотой Орды Сарай, — Тохтамыш бежал в Великое княжество Литовское, и попросил Витовта о помощи в возвращении Орды в обмен на отказ от своего сюзеренитета над землями Северо-Восточной Руси в пользу ВКЛ.
Правивший на востоке в Хаджи-Тархане и Сарайчике Тимур Кутлуг с поддержкой могущественного эмира Тамерлана Едигея в 1396 или 1397 году изгнал ставленника Тамерлана Койричука и захватил Сарай. Теперь хан Тимур Кутлуг обладал дополнительным престижем владения традиционной столицей, Сараем — хотя город был опустошен вторжениями последних лет.
В 1398 году Тохтамыш был разбит Тимуром Кутлугом и Едигеем, и снова бежал в Литву. Тимур Кутлуг с Едигеем, в свою очередь осадив Кафу и добившись там покорности, восстановили свой контроль над юго-западом Орды.
Сразу после ухода Тамерлана Витовт уже совершал походы на территорию разорённой Орды — успешные, но не принесшие великому князю политических выгод. Литовская армия сначала перешла Дон и нанесла поражение татарам вблизи Волги, взяв тысячи пленных. В 1397 году Витовт достиг Черного моря и Крыма, где снова одержал победу над татарами, враждебными Тохтамышу, (взял Херсонес и дошёл до Каффы), и без особого сопротивления взял несколько тысяч пленных. Половину этих пленников поселили близ Тракая, предоставив право исповедовать свою веру (общины их потомков, липков и караимов, сохранились до наших дней). В следующем, 1398 году, его армия, пройдя по Днепру, напала на северный Крым и на востоке достигла Дона. Чтобы укрепить свои позиции, Витовт построил замок в устье Днепра.
Развитие событий в Орде шло на руку амбициям Витовта стать правителем всех русских земель[прояснить]. В лице Тохтамыша он видел инструмент своей экспансионистской политики, посредством которого, возможно, планировал подчинить Золотую Орду своему политическому влиянию. В Никоновской летописи содержатся литературно обработанные слова Витовта, ярко характеризующие планы литовской стороны:
Пойдем пленити землю Татарьскую, победим царя Темирь Кутлуя, возьмем царство его и разделим богатство и имение его, и посадим в Орде на царстве его царя Тахтамыша, и на Кафе, и на Озове, и на Крыму и на Азтара-кани, и на Заяицкой Орде, и на всем Приморий, и на Казани, и то будет все наше и царь наш.
Как бы то ни было, Витовт поселил Тохтамыша и его последователей близ Вильно и Тракая (хотя многие из них покинули его, отправившись на Балканы, чтобы поступить на службу к османскому султану Баязиду I). Тохтамыш и Витовт подписали договор, в котором Тохтамыш подтвердил, что Витовт является законным правителем русских земель, которые когда-то были частью Золотой Орды, а теперь принадлежат Литве, и пообещал ему дань с русских княжеств в обмен на военную помощь для возвращения его трона. Возможно, в договоре все еще оговаривалось, что Витовт будет платить дань с этих русских земель, как только хан вернет себе трон.
Когда Тимур Кутлуг потребовал от литовского великого князя Витовта выдачи Тохтамыша, то получил грозный отказ: «Я не выдам царя Тохтамыша, но желаю лично встретиться с царем Темир-Кутлу». Вдохновленный своими предшествовавшими успехами, Витовт объявил «Крестовый поход против татар», и в мае 1399 года получил благословение от Бонифация IX. Папское благословение на крестовый поход было важным политическим достижением как для Литвы (страны, обращенной в христианство только век назад, и самой недавно бывшей предметом столетнего крестового похода), так и для самого Витовта, стремившегося выйти из польской зависимости и получить королевскую корону — поскольку значительно повышало его авторитет и политический вес.
Собрав весной 1399 года войска, Витовт выступил в поход.

## Состав войск Витовта
Союзные войска, насчитывающие около 38 тыс., собрались в районе Житомира. Главнокомандующим был великий князь Витовт. В состав подчиненной ему армии входило около 10 тыс. конного боярства, которое делилось на отряды под командованием Гедиминовичей: Виленский отряд самого Витовта, а также полоцкий отряд князя Андрея и брянский отряд князя Дмитрия Ольгердовичей (то есть старших (единокровных) братьев Ягайло), и волынский отряд князя Дмитрия Кориатовича (по поводу личности последнего не все историки единодушны). В составе войск Витовта сражались много удельных князей Великого княжества Литовского, в частности, Иван Борисович Киевский, Глеб Святославич Смоленский, Дмитрий Головня — как утверждает Никоновская летопись, золотоордынцам противостояли «пятьдесят славянских князей со дружины». В пеших войсках насчитывалось 3-5 тыс. легкой литовско-русской пехоты. Кроме того, в армии Витовта был со своими отрядами Александр Мансурович Мамай.
Воевода краковский и наместник Подолии Спытко из Мельштына привёл 4-тысячный польско-русский отряд подольских рыцарей и пятнадцать орудий. Тевтонский комтур Марквард фон Зальцбах привёл 1600 всадников, (из которых живыми из битвы вышли только трое рыцарей) и до 500 простых воинов. Также было около 1500 рыцарей Молдавского господаря (польского ленника) Штефана I Мушата.
Тохтамыш привёл отряд до 15 000 верных ему татар (в основном из Крыма и Поволжья).
В хронике Быховца приводится следующий состав войска Витовта:

Великий князь Витовт собрал бесчисленное войско, и царь Тохтамыш тоже был с ним со своим войском. И литва была, и поляне, и немцы, поляки, жемайты, татары, молдоване, и русских князей было пятьдесят.— Хроника Быховца / Отв. ред. М. Н. Тихомиров; Предисл., коммент. и пер. Н. Н. Улащика. — М.: Наука, 1966. — С. 74.
Эта армия двинулась на восток, переправившись через Днепр под Киевом и через Сулу близ Горошина. 9 августа войско Витовта остановилось у реки Ворскла, сгруппировавшись в 7 укрепленных лагерей. Это было не самое лучшее место, ибо за спиной у армии был Днепр, и в случае поражения ей грозил погром во время отступления — что в итоге и случилось.

## Ход битвы
Туда же подошло ногайское войско. Тимур Кутлуг, увидев мощь и многочисленность противника, поначалу начал переговоры о мире (по другой версии, переговоры велись в ожидании Едигея с подкреплением). Дальнейший ход событий был прерван прибытием темника Едигея с войсками, который убедил Тимура Кутлуга отказаться от переговоров с Витовтом и готовиться к битве. В самой Орде и Тимур-Кутлуг, и Едигей, ориентировавшиеся на Тамерлана, считались узурпаторами и вряд ли пользовались большим авторитетом у большинства степного населения. По сути, Едигей мог опираться лишь на своих соплеменников — ногайцев. Поэтому Едигею нужна была только большая победа.
Битва состоялась 12 августа. После поединка ханского мурзы и литовского рыцаря Сырокомли, закончившегося победой последнего, литовское войско начало переправу через реку. Ногайцы притворно отступили, заманивая противника на открытое пространство. Литовцы бросились их преследовать. Отступив на 10-12 км, татары остановились и встретили их фронтальным ударом, а часть кавалерии, которая была до этого скрыта от глаз литовцев, ударила с флангов и сзади, сомкнув ряды и отрезав литовское войско от пехоты. Несмотря на многочисленность литовского войска и его хорошее оснащение (в том числе наличие артиллерии, применение которой оказалось малоэффективным против подвижных всадников, а также пищалей и самострелов), армия Витовта не устояла и была наголову разбита.
Первыми с поля боя бежали войска Тохтамыша. Ордынцы преследовали остатки войск Витовта до самого Киева. В летописи содержится следующее описание заключительного этапа сражения: и тако Татарове взяше обоз и телеги кованыя утверженныя с чепми железными, и пушки и пищали и самострелы, и богатство многое и великое, златые и серебряные сосуды поямаша. Большинство полководцев погибли, сам Витовт был ранен и с трудом спасся. Витовт, Тохтамыш, а также немецкие союзники бежали с поля битвы. Преследуя отступающего противника, ногайцы Едигея опустошили киевские и литовские земли. Осаждённому Киеву ценой огромного выкупа (3 000 литовских гривен) удалось откупиться от ногайского нападения, грозившего ему разорением.

## Последствия
Одной из причин поражения стала диспозиция литовских войск и незнание тактики противника. Витовт, переправившись через реку, увидел, что татары отходят, употребив свой обычный со времён Чингис-хана приём — притворное отступление, и, забыв все меры предосторожности, приказал литовской, польской и немецкой коннице, имевшейся в его распоряжении, атаковать противника. В итоге тяжёлые всадники вскоре утомили лошадей и практически остановились. В это время татары окружили их со всех сторон и принялись издалека, не входя в близкое соприкосновение, обстреливать из луков и самострелов. Стрельба велась прежде всего по не защищённым доспехами лошадям. Пешие же рыцари были совершенно беспомощны. Разгромив тяжёлую конницу литвинов, татары быстро вернулись к оставшейся части литовской армии и на хвосте остатков отступающей литовской конницы, которая внесла панику в ряды пехотинцев, ворвались в литовский лагерь. Началась резня, часть литвинов пыталась спастись, переправляясь через Ворсклу на противоположный берег, но они в основной своей массе погибли, поражаемые издалека татарскими стрелками.

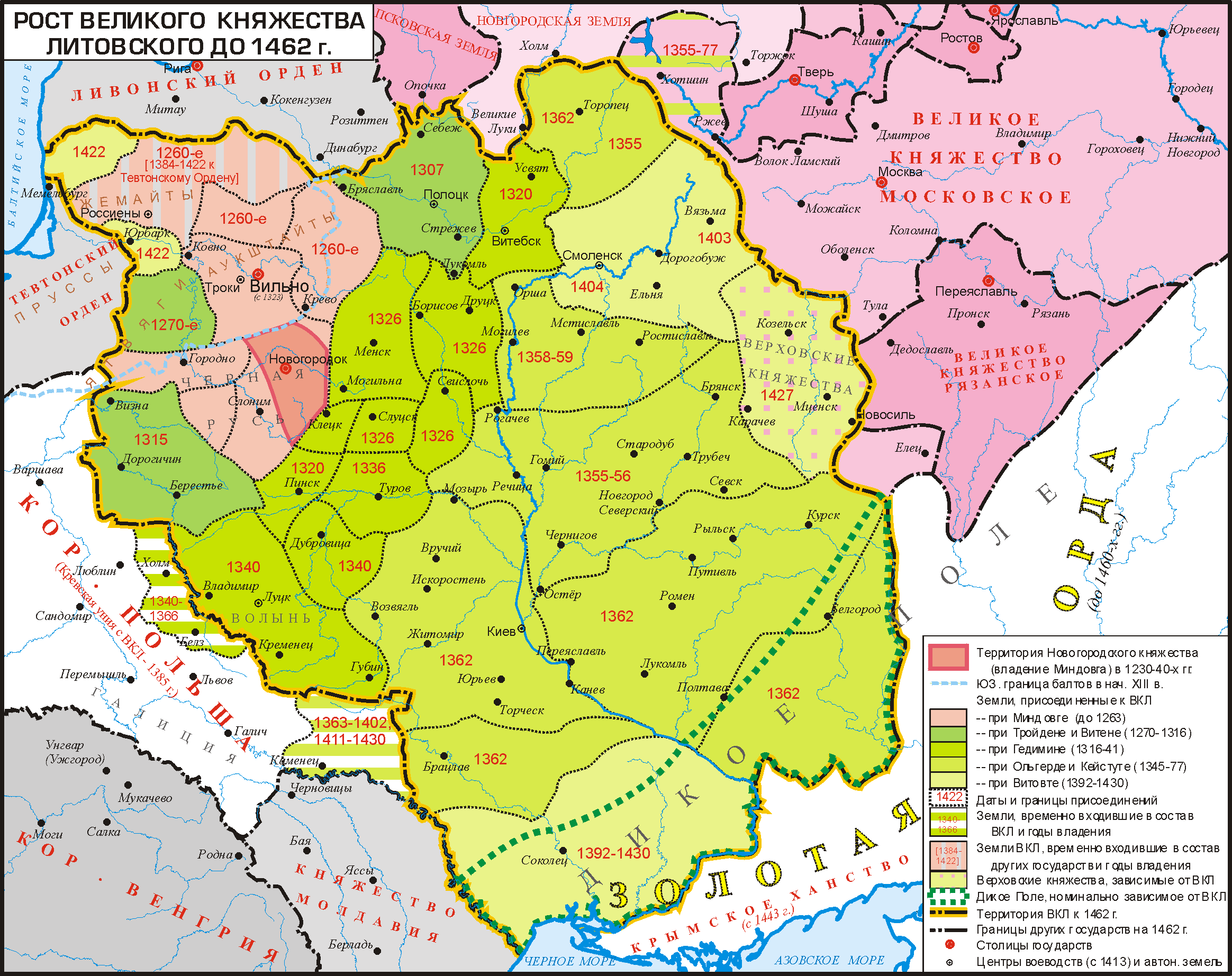
Великое Княжество Литовское до 1462 года

Поражение на Ворскле предопределило дальнейший ход истории в Восточной Европе, ухудшило внешнеполитические позиции Великого княжества Литовского из-за невозможности противостоять военным силам соседних государств, стало крахом претензий Витовта на роль объединителя восточнославянских земель. Витовт пытался ещё раз установить свою гегемонию над контролируемыми Ордой русскими княжествами и даже совершил поход на Москву в 1406 году, но при реке Плаве был вынужден поспешно отступить, узнав о подходе большого татарского войска под предводительством Шадибека. В результате сражения Тохтамыш в значительной мере утратил былое политическое влияние и впоследствии был неспособен успешно конкурировать со своими противниками в борьбе за золотоордынский престол. Впрочем, последствия Ворсклы не были совсем уж катастрофичными для Витовта, который в 1410 году в союзе с Польшей и татарским войском Джелал-ад-Дина разгромил Тевтонский орден в битве при Грюнвальде. Некоторые историки допускают, что Витовт учёл опыт проигранной битвы и использовал такую же тактику притворного отступления, заманив и оттянув на себя часть немецкого войска.

## Известные участники битвы
| Погибшие | Выжившие                                                                          |
| --- | --------------------------------------------------------------------------------- |
| 1. Дмитрий Ольгердович, князь брянский; 2. Андрей Ольгердович, князь псковский; 3. Глеб Святославич, князь смоленский; 4. Иван Борисович, князь киевский; 5. Дмитрий Кориатович, литовский князь 6. Глеб Кориатович 7. Семён Кориатович 8. Лев Кориатович, литовский князь 9. Ямонт Тулунович, наместник смоленский (упом. 1396), клецкий (упом. 1398) 10. Валимонт Бушкович, литовский боярин 11. Андрей Васильевич, из кн. Друцких 12. Иван Киндырь, из кн. Друцких 13. Спытек Мельштынский, воевода подольский, староста краковский; 14. Михаил Данилович Острожский 15. Дмитрий Данилович Острожский 16. Михаил Дмитриевич Друцкой-Подбереский 17. Фёдор Патрикеевич, князь Рыльский | 1. Витовт, великий князь литовский; 2. Сигизмунд Кейстутович, князь стародубский; |

## Локализация места битвы
Шведский историк XVIII века Густав Адлерфельд в своём исследовании «Военная история шведского короля Карла XII с 1700 г. до Полтавской баталии 1709 г., написанная королевским камергером Густавом Адлерфельдом по личному приказу Его Величества» (Амстердам, 1740) написал, что Полтавская битва 1709 года произошла на том самом поле, где когда-то была разбита армия великого князя литовского Витовта. Ссылается он на труд польского историка Мартина Кромера.
В настоящее время, в 10 километрах на северо-запад от Полтавы, на речушке Побиванка, есть село Тахтаулово, что дословно обозначает «аул Тохтамыша». Вероятно, свой первый удар Тимур Кутлуг нанёс по владениям Тохтамыша.
По пути отступления войска Витовта к Бельску, недалеко от села Лихачовка Котелевского района, находится известная в народе Витовтова Могила — большой памятник-курган (по утверждению дореволюционного церковного историка В. Курдиновского, «памятник битвы Витовта с Тамерланом»).
Стальные стрелы, наконечники стрел, боевые ножи, латы, кольчуги и другие артефакты, найденные ещё в дореволюционное время в Бельске Котелевского района и его окрестностях, дали основание историку Льву Васильевичу Падалке (1859—1927) считать, что именно здесь Тимур-Кутлуг окончательно разбил войско Витовта.